# Lünzener Bruchbach
Der Lünzener Bruchbach ist ein 13,6 km langer Bach in den Gemeinden Scheeßel und Schneverdingen im Landkreis Rotenburg (Wümme) und Heidekreis in Niedersachsen, der von rechts und Osten in die Veerse mündet.

## Geografie

### Verlauf
Der Lünzener Bruchbach entspringt als Oberflächenwasser sammelnder Wiesengraben südlich von Großenwede. Er fließt, deutlich begradigt weiter Richtung Westen durch unbesiedelte Wald- und Wiesenlandschaften, kreuzt die K 29, nimmt den Graben E von Süden und den Graben D von Norden auf. Er kreuzt die K 236 in südwestlicher Richtung und fließt weiter als deutlich begradigter Wiesengraben. Er nimmt von Links den Rieper Moorbach und den Grenzgraben Deepen auf. Im Ortskern von Westervesede kreuzt er die L 131, vorbei an mehreren Teichen, nimmt von Norden den Abzugsgraben Ostervesede-Westervesede auf, fließt nördlich des Sportplatz Westervesede vorbei und mündet wenige Meter später von rechts und Osten in die Veerse.

## Zustand
Der Lünzener Bruchbach ist im gesamten Verlauf mäßig belastet (Güteklasse II).

## Befahrungsregeln
Zum Schutz, dem Erhalt und der Verbesserung der Fließgewässer als Lebensraum für wild lebende Tiere und Pflanzen erließ der Landkreis Rotenburg (Wümme) 2015 eine Verordnung für sämtliche Fließgewässer. Seitdem ist das Befahren des Lünzener Bruchbachs ganzjährig verboten.